# Kapitał zakładowy spółki akcyjnej
Ten artykuł należy dopracować:

przedstawiono sytuację tylko z polskiej perspektywy – artykuł powinien być przekrojowy.
Pomóż go poprawić. Na stronie dyskusji mogą znajdywać się pomocne komentarze.
Kapitał zakładowy spółki akcyjnej – kapitał zakładowy w spółce akcyjnej, w obowiązującym do 2000 roku kodeksie handlowym nazywany kapitałem akcyjnym. Termin ten odnoszony jest również do kapitału zakładowego spółek komandytowo-akcyjnych. Stanowi podstawę majątkową działalności spółki i odpowiedzialności wobec wierzycieli. W statucie spółki wymienia się go jako kwotę pieniężną wpłacaną przez jej akcjonariuszy. Musi być pokryty poprzez wniesienie wkładów w postaci gotówkowej, wkładami niepieniężnymi albo w jeden i drugi sposób łącznie. Kapitał zakładowy dzieli się na akcje o równej wartości nominalnej. Wysokość kapitału zakładowego musi być kwotowo wskazana w statucie spółki.
Kapitał zakładowy spółki akcyjnej musi wynosić minimum 100 tysięcy złotych. Przepisy szczególne mogą ten wymóg zaostrzać. Przykładowo, od 7 października 2016 spółka akcyjna prowadząca giełdę zobowiązana jest posiadać kapitał zakładowy na poziomie minimum 10 mln złotych. Kapitał zakładowy jest niepodzielny. Spółka musi utrzymywać go w całości i nie może rozdzielać pomiędzy akcjonariuszy. Kapitał akcyjny nie powinien być wykorzystywany na zaspokojenie roszczeń ubezpieczeniowych.

## Zmiana kapitału zakładowego
Każdorazowa zmiana kapitału zakładowego wymaga skomplikowanej procedury. Ma to służyć realizacji zasady stałości kapitału zakładowego. Kapitał zakładowy spółki akcyjnej może być podwyższony lub obniżony. 

### Podwyższenie kapitału zakładowego
Może zostać – według kodeksu spółek handlowych przeprowadzone na cztery sposoby:
- Podwyższenie ze środków własnych spółki – uchwałę w tej sprawie podejmuje walne zgromadzenie, przeznaczając na ten cel wolne środki zgromadzone na funduszach zapasowym i rezerwowych spółki. Nowe akcje przysługują akcjonariuszom wyłącznie proporcjonalnie do ich dotychczasowej partycypacji w kapitale zakładowym.
- Podwyższenie zwykłe – następuje w drodze zmiany statutu poprzez emisję nowych lub podwyższenie wartości nominalnej dotychczasowych akcji. Zmiana statutu wymaga większości 3/4 głosujących na walnym zgromadzeniu. Po uchwale następuje subskrypcja akcji.
- Podwyższenie docelowe – dokonywane jest przez zarząd spółki na mocy upoważnienia wyrażonego w statucie. Upoważnienie to może zezwalać na podwyższenie kapitału zakładowego w okresie nie dłuższym niż 3 lata. Podwyższenie to może być kilkukrotne, jednakże nie może przekroczyć 3/4 wartości kapitału z chwili powstania upoważnienia. Upoważnienie może też być przewidziane w uchwale walnego zgromadzenia zmieniającej statut większością 3/4 głosów w obecności akcjonariuszy reprezentujących co najmniej połowę kapitału zakładowego. W przypadku braku kworum druga uchwała wymaga reprezentacji 1/3 kapitału.
- Podwyższenie warunkowe – dokonuje go walne zgromadzenie z zastrzeżeniem, że osoby, które uzyskały prawo objęcia akcji, wykonają je zgodnie z warunkami przewidzianymi w uchwale. Wysokość kapitału podwyższonego nie może przekraczać dwukrotności kapitału z chwili podjęcia uchwały o podwyższeniu.

Każde podwyższenie kapitału zakładowego wymaga zgłoszenia tego do Krajowego Rejestru Sądowego. 

### Obniżenie kapitału zakładowego
Wymaga zmiany statutu powziętą przez walne zgromadzenie, większością co najmniej 3/4 głosów. Kapitał można obniżyć w drodze zmniejszenia wartości nominalnej akcji, połączenia akcji lub umorzenia akcji. Granicą do której można obniżyć kapitał jest kwota 100 tys. zł.